# Quebrada de la Concordia
Quebrada de la Concordia är ett periodiskt vattendrag i Chile, på gränsen till Peru. Det ligger i den norra delen av landet, 1 700 km norr om huvudstaden Santiago de Chile.